# Dendrobium aqueum
Dendrobium aqueum es una especie de orquídea de hábito epífita; originaria del sur de la India, donde se encuentra en el distrito de Palakkad en el estado de Kerala.

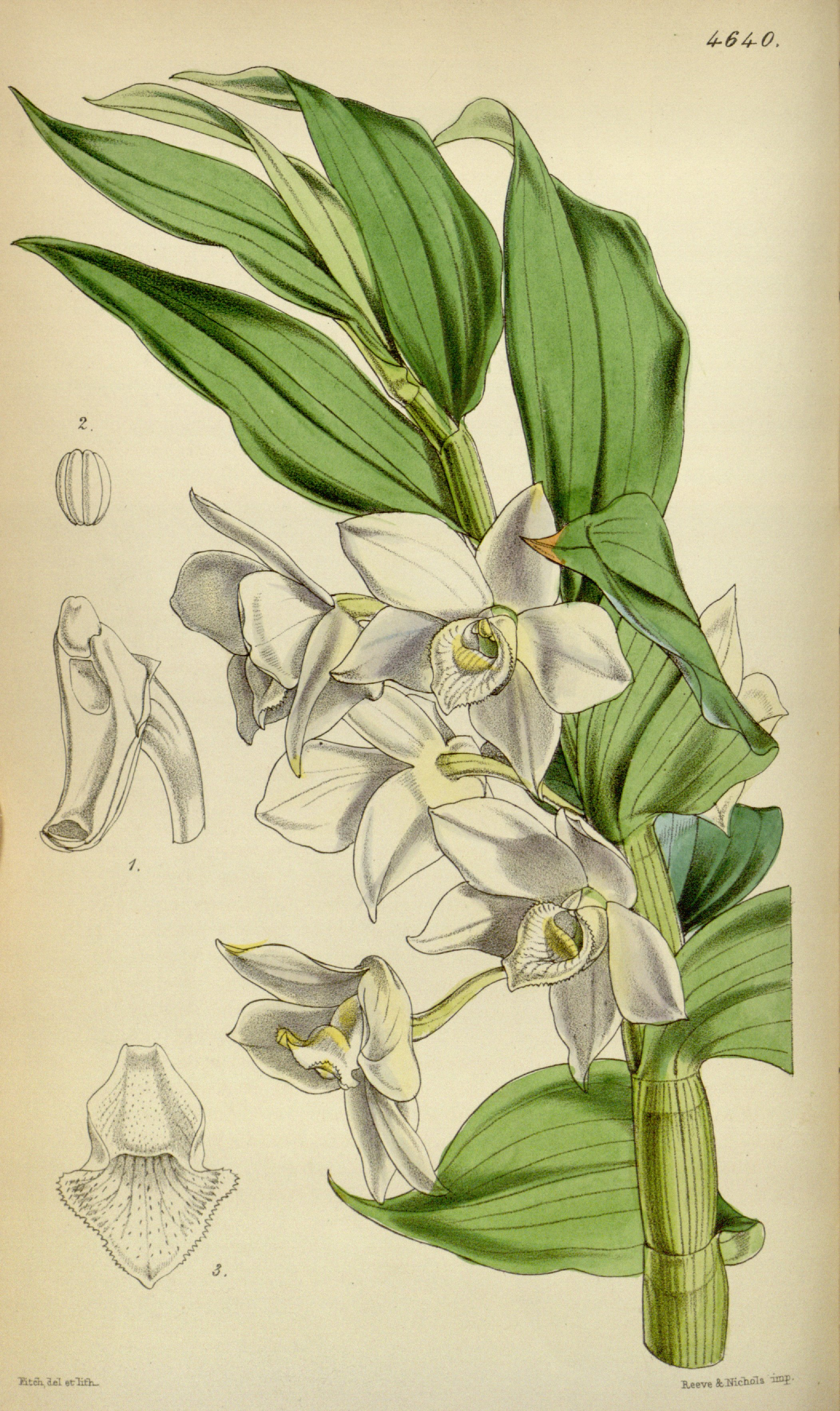
Ilustración

## Descripción
Es una especie de orquídea de tamaño pequeño, con hábitos de epífita y crecimiento articulado, con los tallos decurvados a pendulares de color verde, amarillo en la juventud, más grande en el ápicey llevando muchas hojas a lo largo del tallo, de color verde oscuro, ovaladas-oblongas, agudas, a veces onduladas. Florece en el verano posterior después de un invierno en una corta inflorescencia con  1 a 3 flores.

## Distribución
Se encuentra en el sur de la India en los cafetales abandonados a elevaciones de 900 a 2.200 metros.  

## Taxonomía
Dendrobium aqueum  fue descrita por  John Lindley  y publicado en Edwards's Botanical Register 28: Misc. 5. 1843.
Etimología
Dendrobium: nombre genérico que procede de la palabra griega (δένδρον) dendron = "tronco, árbol" y (βιος) Bios = "Vida", en resumen significa "viven sobre los troncos de los árboles" (por su naturaleza epifita).
aqueum: epíteto latino que significa "claro como el agua".
Sinonimia
- Dendrobium album Wight (1851), illegitimate
- Callista aquea (Lindl.) Kuntze (1891)[2][7]